# Jacobæus Prisen
Jacobæus Prisen betragtes som en prestigefyldt anerkendelse inden for medicinsk forskning. Det er en årlig pris, der gives til personer, som har ydet et væsentligt bidrag til fremme af lægevidenskaben, især inden for fysiologi eller endokrinologi.

## Baggrund
Prisen er opkaldt efter Hans Christian Jacobæus, en banebrydende svensk læge og forsker, der er kendt for sine bidrag til udviklingen af laparoskopi og torakoskopi, og den har til formål at hædre dem, der fortsætter med at flytte grænserne for medicinsk forskning.
Prisen blev oprettet for at mindes arven efter Hans Christian Jacobæus, hvis innovative arbejde i begyndelsen af det 20. århundrede lagde grunden til minimalt invasive kirurgiske teknikker. Prisen er sponsoreret af Novo Nordisk Fonden.

## Modtagere
Liste over modtagere af Jacobæus Prisen gennem årene:
| Årstal | Prismodtager                      |
| 2023   | Sir David Lane                    |
| 2022   | Zhen Yan, Professor               |
| 2021   | Stafford Lightman, Professor      |
| 2020   | Karine Clement, Professor         |
| 2019   | Mark Atkinson, Professor          |
| 2018   | Sundeep Khosla, Professor         |
| 2017   | Jeffrey Gorden, Professor         |
| 2016   | Mark McCarthy, Professor          |
| 2015   | M. Bishr Omary, Professor         |
| 2014   | Frances Ashcroft, Professor       |
| 2013   | Lewis C. Cantley, Professor       |
| 2012   | Anthony Weetman, Professor        |
| 2011   | Johan Auwerx, Professor           |
| 2010   | Gerard Karsenty, Professor        |
| 2009   | Michael P. Czech, Professor       |
| 2008   | Emmanuel Van Obberghen, Professor |
| 2007   | Kári Stefánsson, Professor        |
| 2006   | Björn R. Olsen, Professor         |
| 2005   | Barbara B. Kahn, Professor        |
| 2005   | Stephen O'rahilly, Professor      |
| 2004   | Bruce M. Spiegelman, Professor    |
| 2003   | Sir Philip Cohen, Professor       |
| 2002   | Dr. C. Ronald Kahn                |
| 2001   | Masashi Yanagisawa, Professor     |
| 2001   | Emmanuel Mignot, Professor        |
| 2001   | J. Gregor Sutcliffe, Professor    |
| 1999   | E. Rothman                        |
| 1998   | Erkki Ruoslahti, Dr.              |
| 1997   | Jeff Friedman, Professor          |
| 1995   | Theodore Friedmann, Professor     |
| 1994   | Ole Holger Petersen, Professor    |
| 1993   | Per A. Peterson, Professor        |
| 1991   | Rolf Luft, Professor              |
| 1990   | Allen M. Spiegel, Professor       |
| 1989   | Leslie J. Degroot, Professor      |
| 1988   | Morton K. Schwartz, Dr.           |
| 1987   | Abner Notkins, Professor          |
| 1986   | J. Denis Mcgarry, Professor       |
| 1985   | Jacob E. Poulsen, Dr.med          |